# Морстаун (Њу Џерзи)
Морстаун (енгл. Morristown) град је у америчкој савезној држави Њу Џерзи. По попису становништва из 2010. у њему је живело 18.411 становника.

## Демографија
Према попису становништва из 2010. у граду је живело 18.411 становника, што је 133 (0,7%) становника мање него 2000. године.
| Група             | 2000.         | 2010.         |
| Белци             | 9.402 (50,7%) | 8.561 (46,5%) |
| Афроамериканци    | 3.144 (17,0%) | 2.572 (14,0%) |
| Азијати           | 700 (3,8%)    | 799 (4,3%)    |
| Хиспаноамериканци | 5.034 (27,1%) | 6.277 (34,1%) |
| Укупно            | 18.544        | 18.411        |